# دانشگاه بین‌المللی کازابلانکا
دانشگاه بین‌المللی کازابلانکا (به فرانسوی: Université internationale de Casablanca) یک دانشگاه در مراکش است که در کازابلانکا واقع شده‌است.